# 大垣城
大垣城位於岐阜縣大垣市中心部的平城。別名為糜城及巨鹿城。全盛期有四層堀。現時只有留下現存天守閣，內部主要為關原之戰的資料館。
1535年由土岐氏家臣宮川安定築城。其後由齋藤氏所擁有，城主為氏家直元，其後豐臣政權時代由池田恒興為城主。1596年由伊藤祐盛擴建，增設天守。1600年關原之戰前後石田三成在此作為西軍的據點，負責指揮的工作，其後受到東軍攻擊而落城。關於落城的記載，現時存有一書為。
在江戶幕府，自從1635年由戶田氏鐵成為了城主，自此城為大垣藩及戶田氏的本據地。在明治時代免于拆除。但是在1945年受到空襲失火而燒毀。其后得到重建，1959年完全建成。現今由財團法人大垣市文化事業團所管理。
2017年，被選為續日本100名城(144號)。

## 外部連結
- 財團法人大垣市文化事業團 （页面存档备份，存于）